# Керасынгъя
Керасынгъя (устар. Керасынг-Я) — река в России, протекает в Берёзовском районе Ханты-Мансийского АО. Устье реки находится на 26-м км по правому берегу реки Хартес. Длина реки составляет 16 км.

## Данные водного реестра
По данным государственного водного реестра России относится к Нижнеобскому бассейновому округу, водохозяйственный участок реки — Северная Сосьва, речной подбассейн реки — Северная Сосьва. Речной бассейн реки — (Нижняя) Обь от впадения Иртыша.